# Rasmus Lerdorf

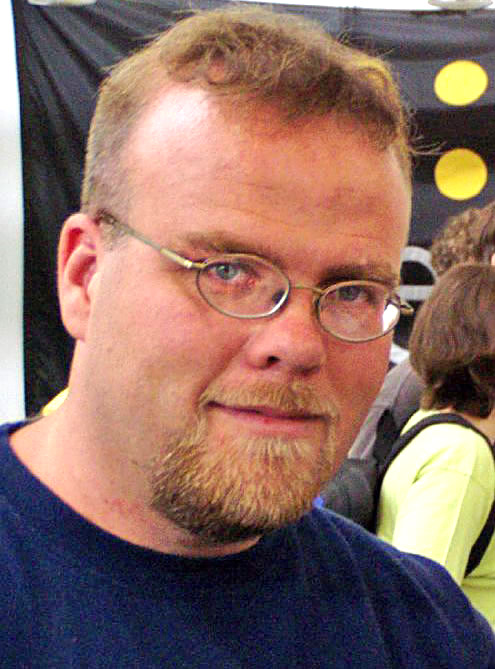
Rasmus Lerdorf

Rasmus Lerdorf (Godhavn, 22 november 1968) is een Deens-Canadese programmeur en de ontwerper van de programmeertaal PHP.
In 1995 introduceerde hij de taal onder de naam Personal Home Page Tools. Later werd het PHP-project door de opensourcecommunity overgenomen. Van 2002 tot 2009 werkte hij voor Yahoo!.
Lerdorf schreef verscheidene artikelen en boeken over PHP, waaronder PHP Pocket Reference (O'Reilly) en Programming PHP (O'Reilly).